# Кожеед коровяковый
Кожеед коровяковый (лат. Anthrenus verbasci) — вид жуков из семейства кожеедов.

## Описание
Удлинённо-овальные жуки длиной от 1,7 до 3,5 мм. Усики состоят из 11 члеников, три вершинных членика образуют булаву. Тело покрыто узкими чешуйками, которые образуют характерный рисунок. По рисунку различают несколько форм. На надкрылиях у типичной формы по чёрному фону проходят три белые перевязи, обрамлённые красновато-бурыми чешуйками. Форма Anthrenus verbasci ab. nebulosa отличается отсутствием чёрных чешуек. У формы Anthrenus verbasci ab. confusa между рисунком из светло-красно-коричневых и белых чешуйке переход плавный. У формы Anthrenus verbasci ab. bifasciata на надкрыльях только две перевязи светлых чешуек, передняя часть в чёрных чешуйках.

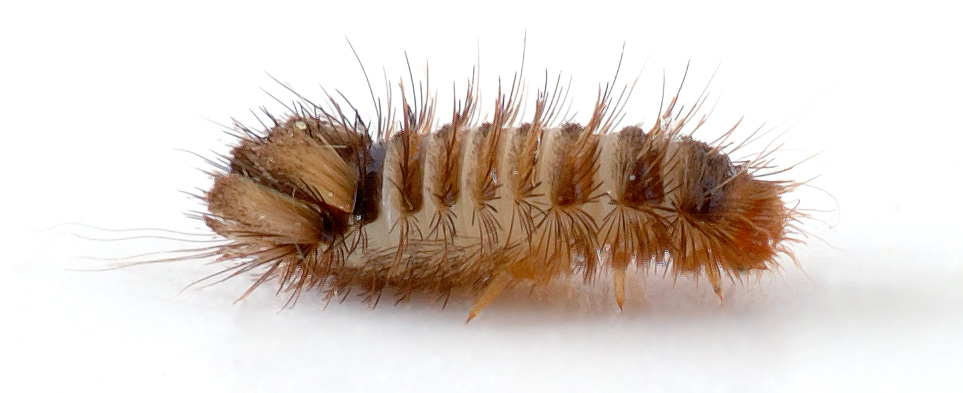
Личинка коровякового кожееда

Личинки старших возрастов длиной 4—5 мм, на теле имеются светло- и тёмно-коричневые поперечные полосы. Задний конец тела шире переднего. На конце тела располагается пучки щетинок разной длины. При опасности личинка сворачивается в клубок и поднимает эти щетинки.

## Биология
Самки начинают откладывать яйца через неделю после спаривания, яйцекладка продолжается в течение как минимум месяц. Плодовитость составляет около 30—40 яиц.
Личинки выходят из яиц через 18 дней. Развитие личинок в зависимости от температуры, влажности и наличия корма завершается за 222—323 дней, при этом насчитывается от 5 до 16 возрастов. Оптимальная температура для развития 15—25 °C. Окукливание происходит внутри экзувия личинки последнего возраста. Куколка развивается 10-13 дней. Жуки остаются из куколочной камеры 1—8 дней. Зимой скорость развития и линьки замедляется по сравнению с летним периодом (май—август). В природных популяциях при снижении температуры личинки переходят в состоянии диапаузы, а жуки появляются весной. Изучение развития личинок при постоянной температуре и влажности показало, что ритмические процессы и наступление диапаузы контролируются внутренними факторами. В течение года развивается обычно одно поколение. При температуре развития около 15 °C жизненный цикл растягивается на два года.
В природе личинки живут в гнёздах птиц, летучих мышей, перепончатокрылых и пауков. Жуки активны июне и июле, питаются нектаром и пыльцой цветков растений семейств Зонтичные (борщевик), Астровые (мелколепестник, тысячелистник) и Розоцветные (спирея) и др. В помещениях жуки избегают света.
Паразитами личинок являются осы-бетилиды Laelius trogodermis и Laelius anthrenivorus.

## Хозяйственное значение
Личинки повреждают материалы растительного (сухофрукты, орехи, зерновые) и животного (шерсть, меха, кожа) происхождения при хранении. Вредит зоологическим коллекциям. На Кавказе наносит ущерб шелководству. Для борьбы с коровяковым кожеедом используются различные химические препараты, например перметрин и бендиокарб. Обработку проводят в период активности имаго, поскольку личинки ведут скрытый образ жизни.

## Распространение
Космополит.